# Isuzu VehiCROSS
O Isuzu VehiCROSS  é um SUV de porte compacto da Isuzu. Produzido de 1997 a 2001 (mercado japonês de 1997 a 1999; mercado dos EUA de 1999 a 2001), ele compartilha muitos de seus componentes com o Trooper, incluindo o motor V6 de 3,2 L e 3,5 L que produz 215 cv (160 kW; 218 cv) a 5400 rpm e 230 lb⋅ft (312 N⋅m) de torque a 3000 rpm. O veículo também apresenta o sistema de tração nas quatro rodas Torque on Demand (TOD) produzido pela BorgWarner. É um pequeno SUV esportivo de 2 portas com estilo externo agressivo, incluindo saliências curtas, uma postura dianteira agressiva, "dentes" de titânio na grade, uma inserção de capô preta e revestimento de plástico preto em toda a metade inferior do veículo. O VehiCROSS americano vinha equipado com rodas polidas de 16" em 1999 e rodas cromadas de 18" durante o restante da produção. A versão japonesa vinha equipada com ligas de 16" com calotas centrais cromadas.
O VehiCROSS combinava um sistema AWD controlado por computador para condução em estrada e um sistema 4WD de baixa marcha para condução fora de estrada. A versão japonesa oferecia uma opção 2WD não TOD ou 4WD TOD. O TOD 4WD constante somente nos EUA, com 12 sensores independentes para detectar o giro das rodas e capaz de redirecionar a potência para as rodas com maior tração, dá ao VehiCROSS um alto nível de tração em estradas molhadas e com gelo. Ele também tem um alto nível de desempenho para sua altura. Embora possua agilidade na estrada, sua construção de caminhão com carroceria na estrutura, suspensão e engrenagem 4WD o tornam muito capaz para off-road.
As vendas foram intencionalmente limitadas, com apenas 5.958 veículos sendo produzidos entre 1997 e 2001; 1.805 foram produzidos para o mercado doméstico japonês e os 4.153 restantes vendidos nos Estados Unidos. Parece que a Isuzu revisitou uma abordagem de produção limitada que eles usaram em meados da década de 1960 com o dramático 117 Coupé e o posterior Isuzu Piazza para produzir um veículo exclusivo de duas portas. As vendas japonesas foram limitadas pelo fato de que as dimensões da largura externa não estavam em conformidade com os regulamentos de dimensão do governo japonês e o deslocamento do motor obrigou os motoristas japoneses a níveis mais altos de imposto rodoviário anual. O veículo tinha um preço base de $28.900.